# Distrito electoral de Covington (condado de Dakota, Nebraska)
Covington (en inglés: Covington Precinct) es un distrito electoral ubicado en el condado de Dakota en el estado estadounidense de Nebraska. En el Censo de 2010 tenía una población de 2283 habitantes y una densidad poblacional de 37,09 personas por km².

## Geografía
Covington se encuentra ubicado en las coordenadas 42°28′7″N 96°28′8″O / 42.46861, -96.46889. Según la Oficina del Censo de los Estados Unidos, Covington tiene una superficie total de 61.55 km², de la cual 58.93 km² corresponden a tierra firme y (4.27%) 2.63 km² es agua.

## Demografía
Según el censo de 2010, había 2283 personas residiendo en Covington. La densidad de población era de 37,09 hab./km². De los 2283 habitantes, Covington estaba compuesto por el 71.13% blancos, el 0.48% eran afroamericanos, el 2.58% eran amerindios, el 5.96% eran asiáticos, el 0.22% eran isleños del Pacífico, el 18.05% eran de otras razas y el 1.58% pertenecían a dos o más razas. Del total de la población el 28.3% eran hispanos o latinos de cualquier raza.